# Oscar bait
Oscar bait é um termo usado na comunidade cinematográfica para designar filmes que parecem ter sido produzidos com o único propósito de receber indicações aos Prêmios da Academia ou "Oscar", como são comumente conhecidos. Eles geralmente são lançados um pouco antes da temporada de premiações, no final do ano, de modo a atender aos requisitos mínimos de elegibilidade para os prêmios.
O prestígio ou aclamação que o estúdio pode receber da indicação ou prêmio é freqüentemente secundário em relação ao aumento da receita de bilheteria que tal filme pode obter; alguns filmes podem até depender dele para dar lucro.
Esses filmes se enquadram em quatro categorias: dramas históricos, cinebiografias, melodramas e comédias indies.[carece de fontes?]

## Categorias

### Drama histórico
Drama histórico são filmes que tem como pano de fundo a Segunda Guerra Mundial, a era vitoriana, revoluções ou orbitam a Idade de Ouro de Hollywood. São gêneros que é parcialmente composto por histórias de ficção ambientadas em um determinado período de tempo, principalmente antes dos anos 1950, e algumas baseadas em relatos da vida real. Este gênero inclui algumas biopics.
Nos anos recentes, esse gênero teve muito sucesso em suas indicação para o Oscar. Em 2020, O Irlandês, de Martin Scorsese, um filme que acompanha um homem que trabalhava para a máfia durante os anos 1950, recebeu 10 indicações ao Oscar junto com Era uma Vez em... Hollywood, de Quentin Tarantino. No Oscar 2018, cinco dos nove indicados ao prêmio de Melhor Filme foram dramas históricos, como por exemplo, Dunkirk e O Destino de Uma Nação. A última vez que um filme do gênero ganhou o prêmio de melhor filme foi em 2014, quando 12 Anos de Escravidão, de Steve McQueen levou para casa o prêmio principal.

### Cinebiografia
As cinebiografias quase sempre recebem indicações ao Oscar. A maioria desses filmes tende a focar na vida de artistas mais contemporâneos, eles não se enquadram no drama histórico típico e seguem sua própria fórmula para mostrar a vida de um músico. A fórmula para a maioria desses filmes é centrada em um período particular de sua vida para criar uma história emoldurada sobre o artista. Esses filmes nem sempre são indicados para o prêmio de Melhor Filme, mas tendem a receber indicações nas categorias de atuação.
Os últimos anos proporcionaram várias biopics de sucesso. Rami Malek ganhou o Oscar de melhor ator por sua interpretação de Freddie Mercury em Bohemian Rhapsody em 2019, mesmo ano em que Green Book: O Guia levou para casa o prêmio de Melhor Filme e Mahershala Ali ganhou seu segundo Oscar de melhor ator coadjuvante por interpretar Don Shirley, um pianista de renome mundial, nesse filme. Renée Zellweger ganhou o Oscar de melhor atriz principal em 2020 por seu papel como Judy Garland em Judy, que se concentrou em seus últimos shows em Londres.

### Melodrama
O melodrama tende a ser mais sobre dramas familiares, histórias de relacionamento e filmes que lidam com grandes temas como luto, vício, saúde mental e outros tópicos angustiantes. Essas histórias tendem a sensacionalizar a emoção enquanto lidam com histórias mais pessoais e em pequena escala, que é o que as diferencia de um drama. Este gênero é outro que tende a ter mais sucesso nas categorias de intérpretes, uma vez que tendem a ser filmes mais voltados para os personagens centrados em uma ou duas pessoas, em vez de peças em conjunto.
O filme História de um Casamento de Noah Baumbach, que explora a relação entre um casal em processo de divórcio, recebeu seis indicações ao Oscar 2020. Anos anteriores incluem a vitória de Casey Affleck como Melhor Ator Principal em 2017 por Manchester à Beira-Mar de Kenneth Lonergan, que teve um total de seis indicações ao prêmio. O melodrama, junto com dramas históricos, é provavelmente um dos gêneros de maior sucesso entre os votantes da Academia.

### Comédia independente
Comédia independente (ou comédia indie) são filmes muito semelhantes ao melodrama no sentido de que são longas-metragens de baixo orçamento, principalmente voltados para os personagens, e lidam com temas semelhantes, mas são diferentes em termos de tons, pois pegam esses elementos e os enquadram com humor. Este é outro gênero que é reconhecido principalmente nas categorias de atuação, especificamente em ator e atriz principal, e nas categorias de roteiro.
A comédia indie mais recente a obter grande sucesso no Oscar foi Lady Bird, de Greta Gerwig, um filme sobre a formatura de um colegial em Sacramento em 2002, que recebeu cinco indicações ao prêmio, incluindo Melhor Filme. Naquele mesmo ano, viu a aclamada atuação de Margot Robbie como uma fracassada patinadora artística Tonya Harding em Eu, Tonya, que, apesar do assunto, era definitivamente uma comédia e a vitória de Allison Janney no Oscar de melhor atriz coadjuvante por seu papel de LaVona Golden, mãe de Harding no filme. Doentes de Amor, sobre os primeiros meses do relacionamento entre o casal real Kumail Nanjiani e Emily Gordon enquanto ela estava em coma induzido, é a mais recente comédia independente a aparecer no Oscar com uma única indicação ao prêmio de Melhor Roteiro Original.